# Mimosa ulei
Mimosa ulei är en ärtväxtart som beskrevs av Paul Hermann Wilhelm Taubert. Mimosa ulei ingår i släktet mimosor, och familjen ärtväxter. Inga underarter finns listade i Catalogue of Life.